# Feilersdorf
Feilersdorf ist ein Ortsteil der Gemeinde Trabitz im oberpfälzischen Landkreis Neustadt an der Waldnaab (Bayern). 

## Lage
Das Dorf liegt etwa 2,5 km südlich des Kernortes Trabitz auf freier Flur eines östlichen Ausläufers der Frankenalb auf einer Höhe von 476 m ü. NN. Nordöstlich des Ortes verläuft das Tal der Haidenaab.

## Geschichte
Das bayerische Urkataster zeigt Feilersdorf in den 1810er Jahren als ein Haufendorf mit 10 Herdstellen und einem Weiher.
Seit den 1960er Jahren entstand in ca. 800 m Entfernung als Teil von Feilersdorf die Siedlung Feilersdorf. Des Weiteren wurden zwei ursprünglich in der Ortsmitte (im Bereich des heutigen Feuerwehrhauses) gelegene Höfe ausgesiedelt, sie liegen zwischen dem Hauptort und der Siedlung Richtung Hub.
Bis zur Gebietsreform in Bayern der 1970er war Feilersdorf eine selbständige Gemeinde mit den Ortsteilen Feilersdorf, Bärnwinkel, Feilershammer, Grub, Moos und Zintlhammer. Am 1. Januar 1975 wurde sie aufgelöst und größtenteils nach Preißach (1978 in Trabitz umbenannt) eingegliedert. Moos kam zur Gemeinde Grafenwöhr und Zintlhammer zu Pressath.

## Verkehr
- Gemeindestraßen erschließen Feilersdorf zu den Bundesstraßen B 470 und B 299 sowie zu den Nachbarorten hin.
- In Trabitz und Pressath bestehen Zustiegsmöglichkeiten zu der Bahnstrecke Weiden–Bayreuth